# Gutta cavat lapidem
La locuzione latina gutta cavat lapidem, letteralmente "la goccia perfora la pietra", vale come esortazione pedagogica per ricordare che con una ferrea volontà si possono conseguire obiettivi altrimenti impossibili, ma può alludere anche al danno derivato da un'azione banale, ma prolungata.

## Storia
La sentenza era un proverbio diffuso e citato da autori di età classica: è documentato, infatti, in poesia da Lucrezio (De rerum natura, I 313 e IV 1286-1287), da Ovidio (Epistulae ex Ponto, IV, 10 e Ars amandi I, 476) e Albio Tibullo (Elegiae I, 4, 18).
(Ovidio, Epistulae ex Ponto, libro IV, 10, 5.)
In tutti questi autori esso, essendo un perfetto hemiepes, si presta sia come primo emistichio di esametro che come membro di pentametro dattilico.
In prosa è invece impiegato in età neroniana da Seneca (Naturales quaestiones IV, 3)
Pochi decenni dopo, sempre in ambito naturalistico è documentata anche in greco da Galeno: Κοιλαίνει πέτραν ῥανὶς ὕδατος ἐνδελεχείῃ, cioè "Con la costanza un gocciolio d'acqua perfora anche una rupe".
Il significato sicuramente logico è quindi che "la goccia scava nella roccia non con la forza, ma goccia a goccia"; parimenti, il tempo e la pazienza possono portare a grandi risultati.

## Sviluppo
Nel corso del Medioevo la sentenza fu ampliata da Alano da Matera nell'esametro gutta cavat lapidem non vi, sed saepe cadendo, cioè "la goccia perfora la pietra non con la forza, bensì con il continuo stillicidio", usando cioè la seconda parte come spiegazione della analogia introdotta dal proverbio.

## Variante
La si ritrova citata e ulteriormente glossata nella commedia Il candelaio di Giordano Bruno, nella scena settima dell'atto terzo:
(Giordano Bruno)